# Parthénope (Campanie)
Pour les articles homonymes, voir Parthénope.
Parthénope (en grec ancien : Παρθενόπη ; en latin : Parthenŏpe) , était une sous-colonie grecque de la Grande-Grèce construite entre le Vésuve et les Champs Phlégréens au VIIIe siècle av. J.-C. par les Coumans. Elle fut refondée par les mêmes personnes en Néapolis (l'actuelle Naples) dans les trente dernières années du VIe siècle av. J.-C..

## Historique
Son nom vient de la mythologie grecque, plus précisément de la sirène Parthénope, qui se serait échouée sur la côte de la baie de Naples, désespérée de ne pas avoir retrouvé Ulysse.
Parthénope a été construite sur la colline Pizzofalcone (également Mont Echia ou Monte di Dio) et sur l'îlot de Megaride, juste au large de la côte. La ville était située dans l’actuel quartier de San Ferdinando, au bord de la mer. Parthénope fut le premier prédécesseur de Naples et est né vers 700 av. J.-C.. La colonie fut fondée au Ier siècle av. J.-C. par des colons grecs venus de Cumes, à proximité.
Vers 500 av. J.-C. une deuxième colonie grecque fut fondée au nord-est, appelée Néapolis (« Nouvelle Ville »). Dès lors, Parthénope fut aussi appelée Paléopolis (« Vieille Ville »).

## Galerie

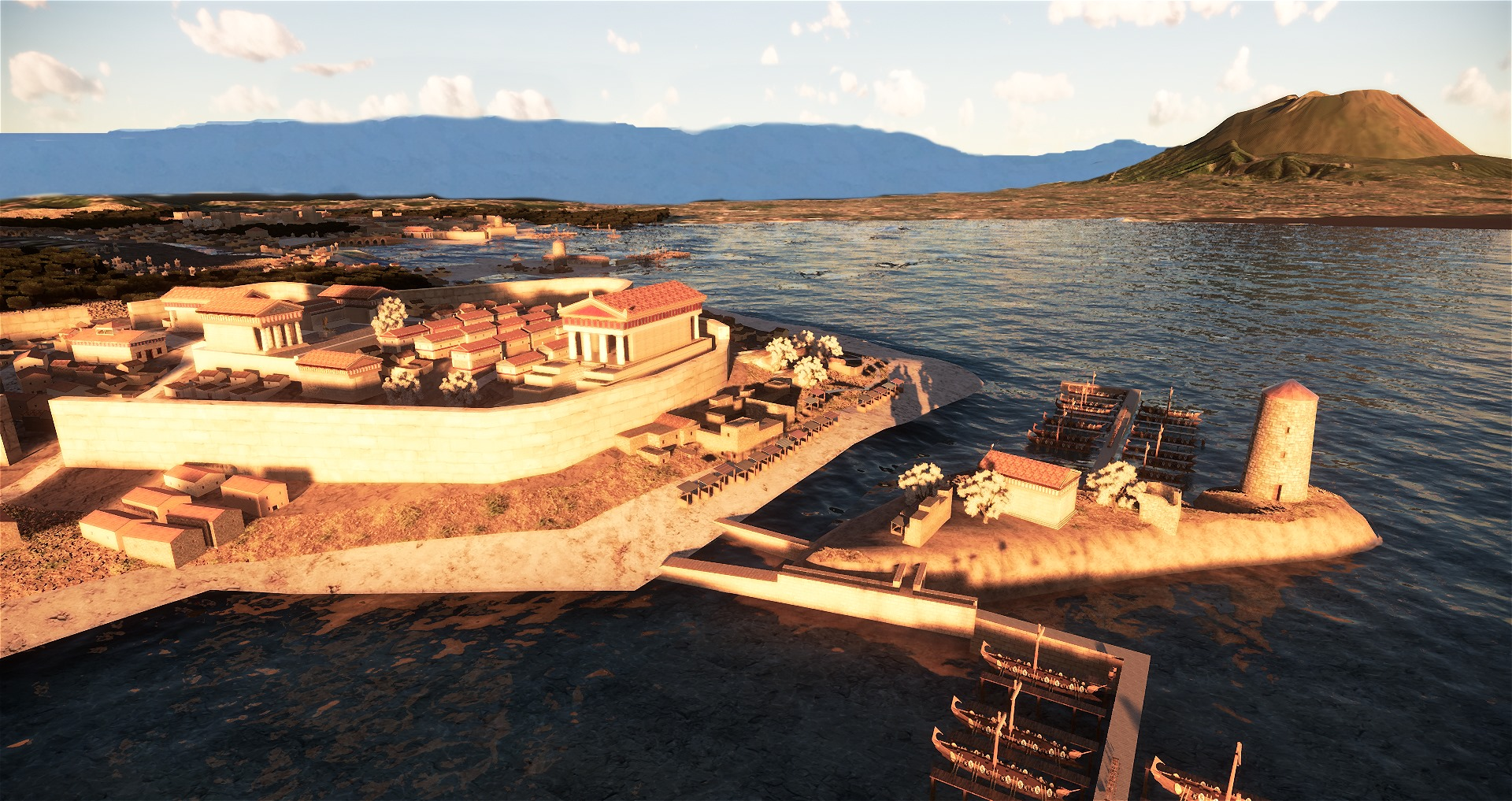
Reconstitution en 3D de Parthénope
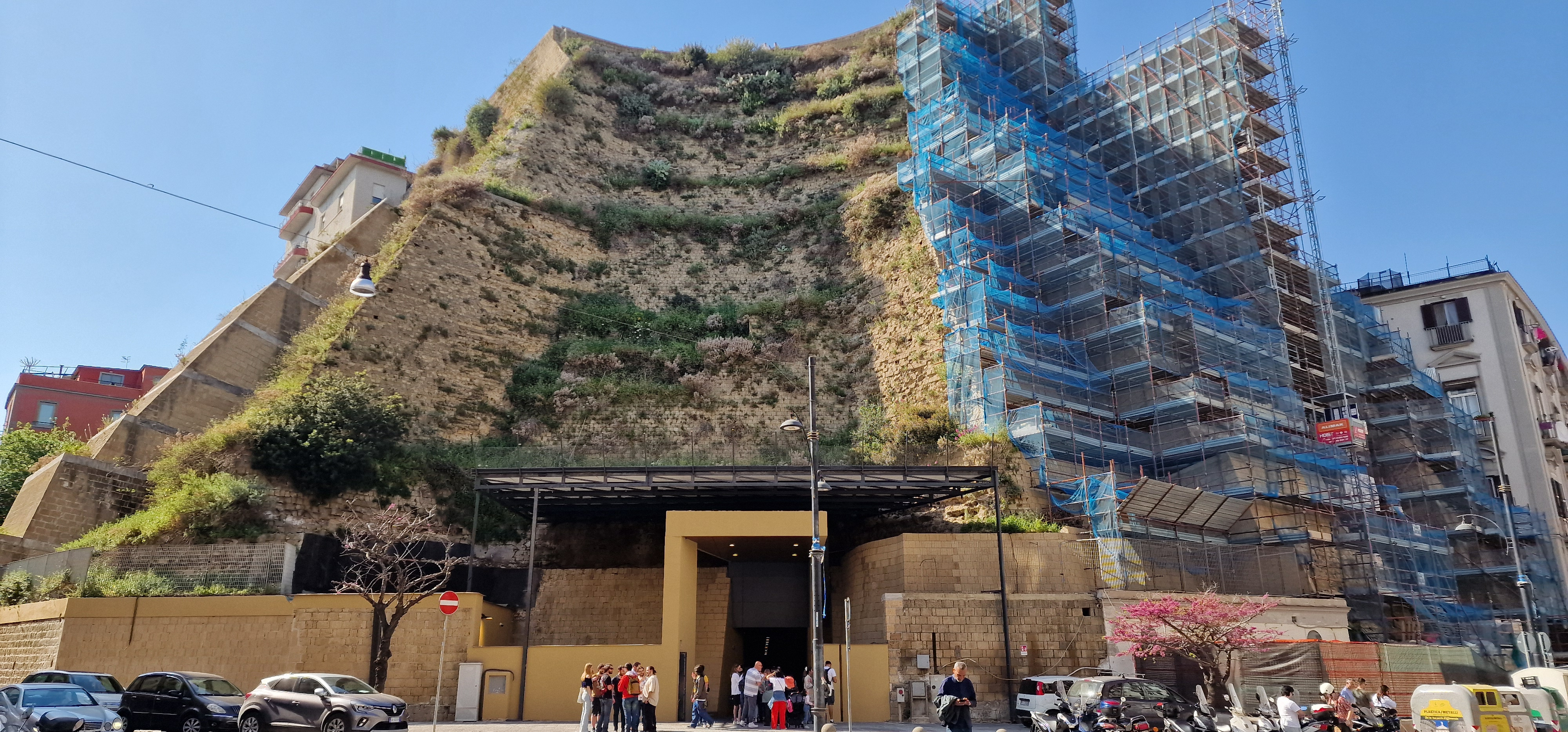
Monte Echia